# 알발리
알발리는 천구 적도상에 있는 물병자리 방향으로 지구로부터 약 208 광년 떨어져 있는 항성이다. 바이어 명명법에 따르면 물병자리 엡실론으로 부른다. 겉보기 등급은 +3.77로 맨눈으로 볼 수 있다. 알발리의 분광형은 A1 V로 A형 주계열성이다.

## 문화
‘알발리’ 명칭은 그리 널리 퍼져 있지는 않다. 어원은 아랍어 البالع ‘알발리’에서 왔으며 ‘삼키는 자’라는 뜻이다. 알 악사시 알 무이킷의 성표에는 نير سعد ألبلع ‘나이르 사드 알 불라’로 기록되어 있으며 라틴어로 Lucida Fortunæ Dissipantis(삼키는 자의 행운 중 가장 밝은 별)로 번역되어 있다. ‘삼키는 자’ 별자리(البلع, ‘알 불라’)를 구성하는 별은 알발리 외에 물병자리 뮤(알불란)와 물병자리 누(알불란)이 있다.
동아시아 별자리에서 알발리는 규수에 속해 있다. 규수를 구성하는 별로는 알발리, 물병자리 뮤, 물병자리 4, 5, 3이 있다. 규수에서 알발리 단독개체를 부르는 명칭은 규수일(女宿一, Nǚ Sù yī)이며 ‘규수의 첫째 별’이라는 뜻이다.